# Costarina cahui
Espèce
Costarina cahui est une espèce d'araignées aranéomorphes de la famille des Oonopidae.

## Distribution
Cette espèce est endémique du Petén au Guatemala,. Elle se rencontre au Cerro Cahuí et dans le parc national Tikal.

## Description
La femelle holotype mesure 2,16 mm.

## Étymologie
Cette espèce est nommée en référence au lieu de sa découverte, le Cerro Cahuí.

## Publication originale
- Platnick & Dupérré, 2012 : The goblin spider genus Costarina (Araneae, Oonopidae), Part 1. American Museum Novitates, no 3730, p. 1-64 (texte intégral).